# Culex paraplesia
Culex paraplesia é um espécie de mosquito do Género Culex, pertencente à família Culicidae.